# III/2 dywizjon myśliwski

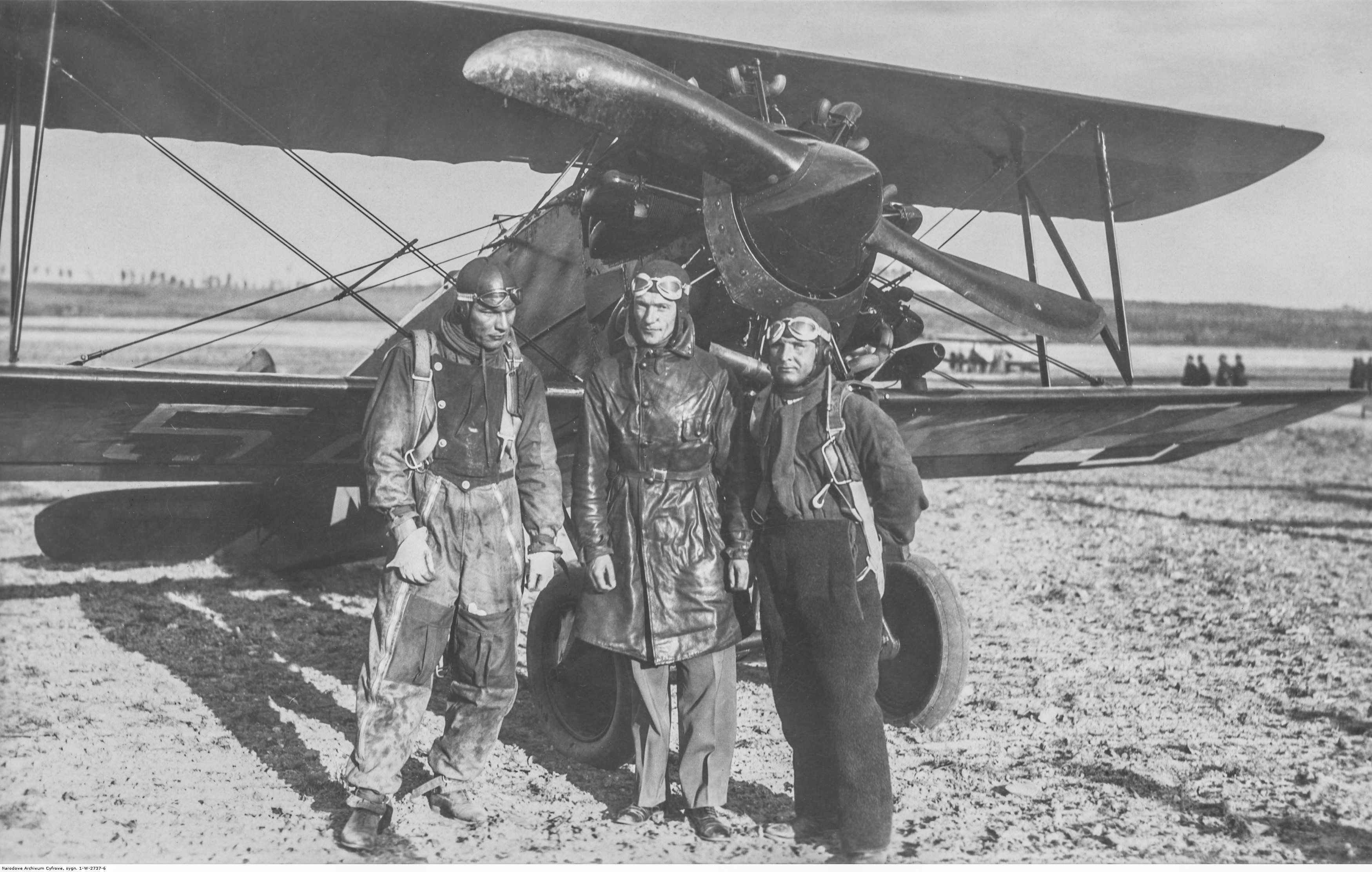
Piloci z tzw. trójki Bajana przed samolotem Avia BH-33 w Katowicach

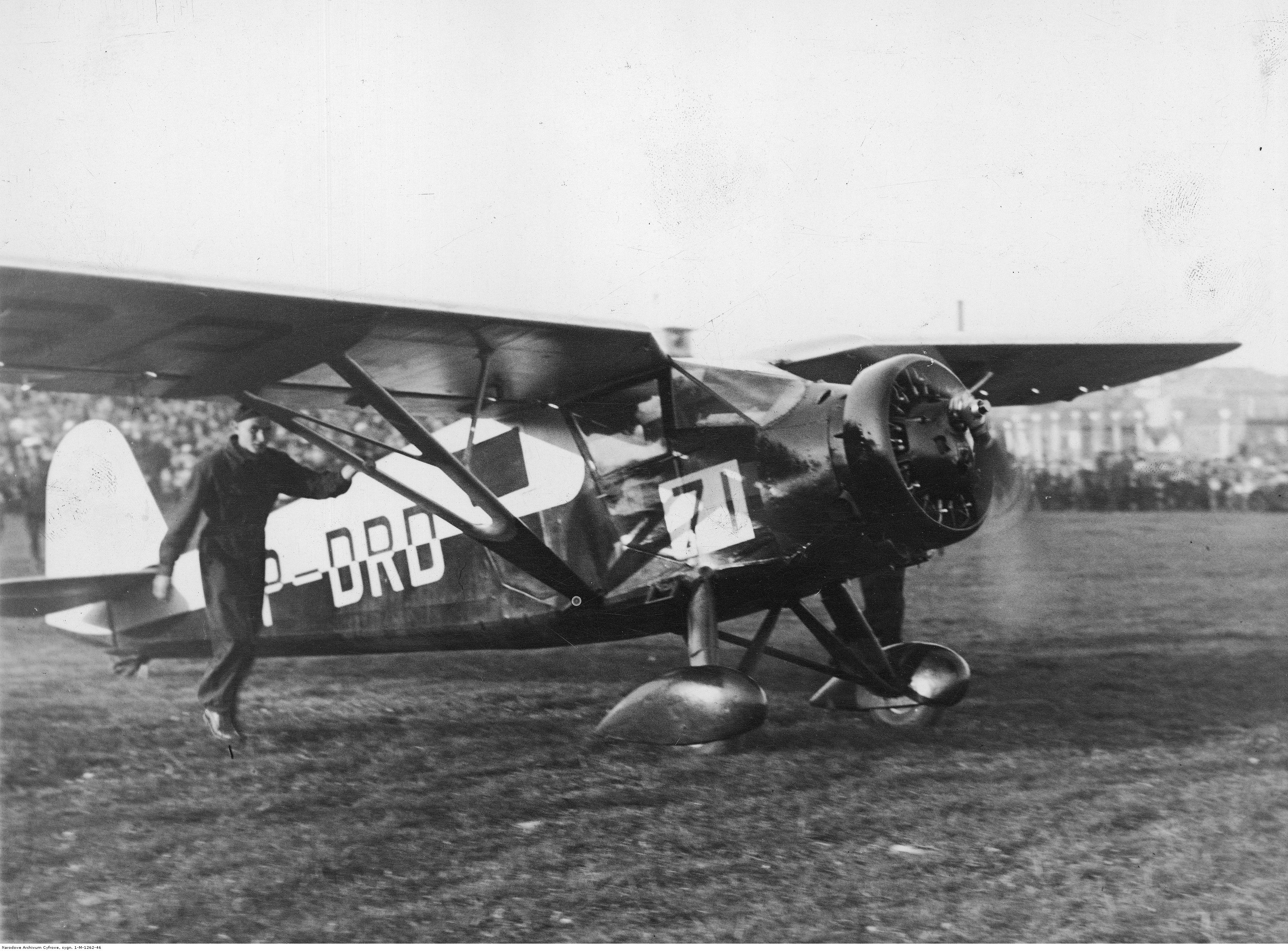
Challenge 1934 w Warszawie – Jerzy Bajan po wylądowaniu samolotem RWD-9S

III/2 dywizjon myśliwski – III dywizjon myśliwski 2 pułku lotniczego (III/2 dm) – pododdział lotnictwa myśliwskiego Wojska Polskiego w II Rzeczypospolitej.
Dywizjon był organicznym pododdziałem 2 pułku lotniczego stacjonującym na lotnisku Kraków-Rakowice. W kampanii wrześniowej walczył w składzie lotnictwa i OPL Armii „Kraków”.
Jego 123 eskadra myśliwska walczyła w składzie Brygady Pościgowej.

## Formowanie, zmiany organizacyjne i szkolenie
Dzieje krakowskiego dywizjonu myśliwskiego rozpoczął Rozkaz Ministerstwa Spraw Wojskowych z 23 czerwca 1928, który nakazywał zorganizować w 2 pułku lotniczym w Krakowie dwueskadrowy dywizjon myśliwski. Jednocześnie rozwiązano 11 pułk myśliwski w Lidzie, a jego eskadry weszły w skład krakowskiego dywizjonu. Latem 113 i 114 eskadra myśliwska przeleciały z Lidy do Krakowa. 14 lipca 1928 ukazał się rozkaz Ministerstwa Spraw Wojskowych o powstaniu III/2 dywizjonu myśliwskiego. Jednocześnie zmieniono numerację eskadr: 113 eskadra myśliwska została przemianowana na 121 eskadrę myśliwską, a 114 em na 122 eskadrę. Jednostka miała na swoim wyposażeniu 22 samoloty myśliwskie Blériot-SPAD S.61C1.
Dywizjon składał się z doświadczonych pilotów i czas organizacji nie trwał długo. Szkolenie składało się z powietrznych akrobacji, ćwiczeń walk powietrznych, szkół ognia itp. W trakcie szkoły ognia lotnicy strzelali do tarcz na ziemi i do rękawów „H”, holowanych przez inne samoloty. Młodzi piloci po przyjściu ze szkoły lotniczej do dywizjonu trenowali pod okiem starszych stażem pilotów.
Poza normalnym tokiem szkolenia lotniczego zimą lotnicy uczestniczyli w wykładach i kursach specjalistycznych, na których poruszano tematy związane ze współpracą z artylerią przeciwlotniczą, zagrożeniami i usuwaniem skutków użycia broni chemicznej, aeronawigacją, współpracą lotnictwa z piechotą i artylerią. Wiosną liczba lotów treningowych znacznie wzrastała.
W maju 1930 krakowscy myśliwcy uczestniczyli w pokazach zorganizowanych przez Ligę Obrony Powietrznej i Przeciwgazowej na lotnisku w Katowicach-Muchowcu.
W sierpniu, na bazie 122 eskadry myśliwskiej, zorganizowano kurs pilotażu myśliwskiego. Uczestniczyli w nim oficerowie piloci z innych pułków lotniczych. Instruktorami byli doświadczeni piloci z byłego 11 pułku myśliwskiego. Główny nacisk kładziono na opanowanie akrobacji indywidualnej i zespołowej. Krakowskie kursy zostały dość szybko spopularyzowane w polskim lotnictwie i uzyskały nazwę „krakowska szkoła pilotażu”.
W 1931 rozpoczęto przezbrajanie dywizjonu na nowe myśliwce Avia BH-33. Przez kilka miesięcy używano zarówno Spadów, jak i Avii. Po serii wypadków na Spadach dowódca pułku wydał kategoryczny zakaz wykonywania akrobacji lotniczych na tego typu samolotach.
Nowe samoloty umożliwiły stworzenie por. pil. Jerzemu Bajanowi zespołu akrobacyjnego - tzw. „Trójki Bajana”, która w pierwszej połowie lat 30. XX w. nie miała sobie równych. Oprócz dowódcy, w zespole latali: ppor. pil. Antoni Wczelik, kpr. pil. Stanisław Macek i kpr. pil. Karol Pniak. Ówczesna prasa rozpisywała się o imponujących niesłychaną precyzją i elegancją wykonania figurach akrobacyjnych tych kluczy.
Jeden z pilotów tak opisywał popisowy numer por. Bajana:

Bajan miał świetny numer popisowy: opadanie liściem. Przy podchodzeniu do lądowania na zamkniętym gazie samolot w jego rękach zmieniał się w motyla, bujającego się na falach wiatru. Motyl ślizgał się ze skrzydła na skrzydło, wachlował ogonem, przysiągłbyś, że silniejszy podmuch porwie go i uniesie z sobą. Był to numer dobry dla znawców, bo gdy stałem w tłumie widzów, ktoś się zaniepokoił: — Ojej! Co się dzieje? Cały aeroplan się rozchybotał.

Nieco później podobny zespół powstał przy 121 eskadrze. Latali w nim: ppor. obs. pil. Stefan Łaszkiewicz, ppor. pil. Jan Pentz i kpr. pil. Leopold Flanek.
Stefan Łaszkiewicz tak porównywał stare i nowe samoloty dywizjonu:

Po wycofaniu Spadów przeszliśmy na Avie, produkowane w Białej Podlaskiej według licencji czeskiej. Spad w locie miał cechy kobiece: miękkość, subtelność, aksamitność reakcji. Był jak niebezpieczna prędkość. Avia BH-33, mocny, kanciasty grat, była latającym pudłem. Spad pływał za sterem, Ania skakała. Jej wielką zaletą było to, że nie gubiła skrzydeł. Można było na niej robić akrobacje nie do pomyślenia na Spadzie, jak pętlę odwróconą i korkociąg na plecach. Wszystko wytrzymywała. Była za to wrażliwa na nierówności gruntu podczas lądowania. Płoza ogonowa wyrywała się z osadzenia, kalecząc stery. Nikt jednak przez to nie zginął, a z czasem osadzenie płozy wzmocniono.

Latem klucz trzech myśliwców uczestniczył we współpracy z artylerią. Lotnicy klucza otrzymali pisemną pochwałę od dowódcy 11 Grupy Artylerii.
Poza standardowymi ćwiczeniami, dywizjon zaczął brać udział w tzw. koncentracjach lotnictwa, na których zbierało się od kilku do niemal wszystkich eskadr Lotnictwa.
We wrześniu 1932 eskadry przebywały w Warszawie, gdzie piloci ćwiczyli obronę stolicy przed nalotami, szybkie przebazowania większej liczby samolotów w określone rejony kraju i ataki na zgrupowania bombowców.
Pozorację stanowiły samoloty z eskadr bombowych, liniowych i towarzyszących. Na zakończenie obie eskadry dywizjonu  uczestniczyły w uroczystej defiladzie wszystkich zgromadzonych podczas koncentracji eskadr lotniczych.
Pod koniec 1932 na wyposażenie dywizjonu zaczęły wchodzić nowe polskie myśliwce będące rozwojową wersją  PZL P.6. Były to samoloty myśliwskie PZL P.7a. Piloci krakowskiego dywizjonu dzielili się uwagami z lotów na tym typie samolotu z konstruktorom z Państwowych Zakładów Lotniczych, a ci starali się wyeliminować wskazane wady w kolejnych seriach „siódemek”. Za pracę włożoną w dostosowanie PZL P.7a do służby operacyjnej dyrekcja zakładów PZL ofiarowała nowo utworzonej 123 eskadrze myśliwskiej „stylizowaną czaplę” ze swego znaku fabrycznego. Czapla („mewa w locie”) stała się godłem eskadry.
Ministerstwo Spraw Wojskowych rozkazem z 7 lipca 1933 nakazała utworzenie w każdym z czterech pułków lotniczych dodatkowej, trzeciej eskadry myśliwskiej. W 2 pułku lotniczym utworzono 123 eskadrę myśliwską. Na jej wyposażeniu znalazło się dziesięć myśliwców Avia BH-33. Eskadra uzyskała gotowość ćwiczebną latem 1934, kiedy to lotnicy odbyli swoją pierwszą szkołę ognia nad Pustynią Błędowską.
Latem 1933 2 pułk lotniczy wizytował następca tronu Królestwa Rumunii – książę Mikołaj
W czerwcu i lipcu 1933 po raz pierwszy zastosowano strzelanie do rękawów kolorową amunicją, która po trafieniu w cel pozostawiała barwne ślady na rękawie. Umożliwiało to ćwiczenie naraz kilku pilotom. Do jednego rękawa mogło strzelać maksymalnie pięciu pilotów. Po wykonaniu zadania rękaw był zrzucany z samolotu holującego i na ziemi liczono trafienia każdego z lotników.
We wrześniu 1933 dywizjon brał udział w dużych ćwiczeniach lotniczych na Pomorzu i w Wielkopolsce.
W tym też miesiącu grupa pilotów przygotowywała się do grupowego lotu pokazowego polskich myśliwców do Rumunii. Oprócz czysto dyplomatycznych celów miał on zachęcić Rumunów do zakupienia nowych myśliwców produkowanych w Państwowych Zakładach Lotniczych. Z każdego z czterech polskich dywizjonów myśliwskich miało lecieć siedmiu pilotów na PZL P.7a. Z III/2 dywizjonu lecieli między innymi: kpt. pil. Jerzy Bajan, por. pil. Bronisław Kosiński, kpt. pil. Kazimierz Niedźwiedzki i kpr. pil. Stanisław Macek. Przed lądowaniem na lotnisku w Bukareszcie polscy lotnicy wykonali szereg grupowych i samodzielnych pokazów.

Dowodzący polskimi myśliwcami mjr pil. Stefan Pawlikowski tak opisał pokaz krakowskiego dywizjonu:

Ostatni nadleciał kpt. Bajan z ekipą krakowską, wykonując swoje powolne beczki i trawersy, a następnie demonstrując klasyczne lądowanie w siódemce na minimalnej szybkości i paru metrowych odstępach pomiędzy płatowcami. Indywidualne akrobacje z powodu pułapu musiały odpaść, zresztą Król życzył sobie przerwania ze względu na bezpieczeństwo dalszego pokazu. Po wylądowaniu wszystkich płatowców piloci ustawili się w jeden szereg, zostali przedstawieni królowi, który przywitał się ze wszystkimi podaniem ręki.

Po kilku dniach wizyty w Rumunii lotnicy wrócili do kraju.
W końcu lipca 1934 jednostka wzięła udział w letnich ćwiczeniach lotnictwa, zorganizowanych przez 3 Grupę Lotniczą, na Mazowszu i w rejonie Łodzi. Krakowski dywizjon stacjonował w czasie ćwiczeń na lotnisku Widzew-Ksawerów. Ćwiczenia zakończyły się koncentracją lotnictwa w Warszawie.
Pod koniec sierpnia dywizjon uczestniczył w otwarciu IV Międzynarodowych Zawodów Samolotów Turystycznych – Challenge 1934. Wojskową część pokazów rozpoczął indywidualną akrobacją na PZL P.7a por. pil. Bronisław Kosiński. W pokazach brali udział też kpt. pil. Jerzy Bajan oraz st. majster woj. Gustaw Pokrzywka. Krakowscy lotnicy pokonali załogi z całej Europy w wieloetapowym locie, urozmaiconym konkurencjami technicznymi. Tym zwycięstwem żył wówczas cały kraj. Jesienią 1934 ukazały się w Warszawie ozdobne kartony, na których umieszczono fotografię Jerzego Bajana, a pod nią umieszczono napis: „Społeczeństwo – zwycięzcom Challenge 1934”.
Na początku sierpnia 1935 dywizjon uczestniczył w koncentracji lotnictwa w Warszawie. 3 sierpnia dywizjony myśliwskie „odparły” nalot eskadr bombowych na Fokkerach F.VII i liniowych na Breguetach XIX, Potezach XXV i Lublinach R.XIII.
Już we wrześniu krakowski dywizjon brał udział w kolejnych ćwiczeniach, tym razem na Lubelszczyźnie. Lotnicy działali z polowego lotniska w Rokszycach.
W październiku odbyły się pierwsze Centralne Zawody Lotnictwa Myśliwskiego. Wygrała je ekipa III/2 dywizjonu myśliwskiego w składzie: por. pil. Antoni Wczelik, plut. pil. Karol Pniak, plut. pil. Stanisław Macek.
Dowódcą klucza – por. pil. Stefan Paszkiewicz tak opisuje współdziałanie pilotów:

Po miesiącach i latach wspólnych lotów Jasio Pentz, kapral Flanek i ja staliśmy się w powietrzu jednakowo myślącym, czującym i reagującym zespołem. Wiedziałem, że w zwartych zespołowych lotach suwanie się skrzydeł względem siebie odbierają tak, jakby trzymali na nich palce. Sam wyczuwałem intymne połączenie moich sterów i rączki gazu z ich samolotami. Wspólnymi siłami stworzyliśmy trójkę, w której trzy samoloty latały jak jeden. Start i lądowanie kluczem było naszym chlebem codziennym. Spróbowaliśmy to samo, mając skrzydła połączone szpagatem. Udało się. Skróciliśmy szpagat do dziesięciu metrów. Kilka razy porwał się. W końcu przestały się rwać. Na jakimś pokazie wystartowaliśmy ze skrzydłami połączonymi sznurkiem. Po pętli przedefilowaliśmy przed publicznością, pokazując sznurki nienaruszone. Lądowaliśmy z wirażu. Sznurki całe.

W końcu 1935 123 eskadra myśliwska, w miejsce Avii BH-33, zaczęła otrzymywać samoloty PZL P.7a, a 122 eskadra pierwsze egzemplarze nowego myśliwca PZL P. 11c. 121 eskadra nadal użytkowała samoloty PZL P.7a. W 1936 eskadry dywizjonu przezbrajały się na nowe myśliwce. 123 eskadra tylko przez krótki okres użytkowała pewną liczbę PZL P.11c. Jej standardowym samolotem pozostał  PZL P.7a.
Na początku sierpnia 1936 lotnicy uczestniczyli w koncentracji lotnictwa w Warszawie. Ćwiczono między innymi akrobację i lądowania.
W październiku odbyły się w Grudziądzu drugie Centralne Zawody Lotnictwa Myśliwskiego. Najpierw strzelano do rękawa „H”. Każdy pilot miał do dyspozycji 30 nabojów i mógł dwa razy nalatywać na rękaw holowany przez PZL P.11. Następną konkurencją była pozorowana 4 minutowa walka powietrzna między pilotami na fotokaemy, Zawody kończyły się  sprawdzianem umiejętności pilotażowych – lądowaniem na punkt z zamkniętym gazem, lądowaniem polowym w prostokącie 150 x 100 m oraz konkursem akrobacji. Ekipa III/2 dywizjonu myśliwskiego ponownie zajęła pierwsze miejsce. W jej składzie byli por. pil Walerian Jasionowski, ppor. pil. Piotr Ozyra i plut. pil. Leopold Flanek. W listopadzie 121 em osiągnęła wymaganą etatem liczbę nowych samolotów PZL P.11c.
W maju 1937 123 eskadra myśliwska rozpoczęła dyżur w ramach eskadry Korpusu Ochrony Pogranicza. Kpt. pil. Antoni Wczelik przegrupował eskadrę na lotnisko polowe na Wołyniu. Tu przejęto od myśliwców 1 pułku lotniczego osłonę z powietrza budowy umocnień w okolicach Sarn i Straszowa. Jeszcze w maju eskadra przeniosła się do Sarn, skąd piloci patrolowali wzdłuż granicy. Zarówno polscy, jak i sowieccy piloci przekraczali granicę państwa. 22 maja kpr. pil. Mieczysław Parafiński, przekroczył na niskiej wysokości granicę polsko-sowiecką, a po pewnym czasie został celnie ostrzelany przez straż graniczną wschodniego sąsiada Polski. Jeden z pocisków uszkodził cylinder. Ze źle pracującym silnikiem pilot przeleciał na polską stronę i przymusowo lądował w polu koło Bochusz. PZL P.7a został poważnie uszkodzony. Kpt. pil. Antoni Wczelik zataił rzeczywiste przyczyny przymusowego lądowania swojego podoficera i zameldował przełożonym urwanie się dźwigni kranu benzynowego. W ten sposób dowódca uchronił pilota przed poważniejszymi konsekwencjami służbowymi.
Na początku sierpnia lotnicy dywizjonu odbyli szkołę ognia nad Pustynią Błędowską.
We wrześniu dywizjon wziął udział w odbywających się w Wielkopolsce manewrach lotniczych 1., 2., 3. i 4. pułków lotniczych.
W październiku trzyosobowa ekipa dywizjonu: por. pil. Władysław Nowak, ppor. pil. Antoni Ostowicz, kpr. pil. Jan Kremski wygrała Centralne Zawody Lotnictwa Myśliwskiego. Dzięki kolejnemu, trzeciemu już zwycięstwu w tych zawodach dotychczas przechodni puchar Ministra Spraw Wojskowych trafił na stałe do krakowskiego dywizjonu myśliwskiego.
Jak pod koniec lat 30. wyglądało szkolenie w dywizjonie, opisał po latach Wacław Król:

Plan szkolenia lotniczego dla wszystkich eskadr przewidywał na rok 1938 ćwiczebne loty bojowe, a szczególnie doskonalenie w zakresie strzelania do celów powietrznych i naziemnych, prowadzenia walk myśliwców z myśliwcami i myśliwców z bombowcami. Odbywaliśmy też ćwiczenia z nawigacji na dużych i małych wysokościach, połączone z lotami koszącymi. Wykorzystywaliśmy dzień dobrej pogody, intensywność lotów była duża. Ostrzeliwanie z powietrza holowanych przez inne samoloty rękawów i strzelanie do tarcz naziemnych odbywaliśmy na obszernych terenach Pustyni Błędowskiej, usytuowanej na północ od Olkusza.

Podstawowym rodzajem szkolenia indywidualnego były symulowane walki powietrzne. W czasie tych symulacji zdarzały się dość często wypadki lotnicze.

 Kpr. Władysław Majchrzyk  tak wspominał przebieg walki a później wypadku:

Lecimy w ciasnym szyku, rozchodzimy się na sygnał dowódcy i po pół minucie robimy skręt o 180 stopni. Przykładam oko do celownika. Obydwaj chcemy nerwowo przetrzymać jeden drugiego. Kto pierwszy ustąpi? W chwili, gdy samolot przeciwnika był bardzo duży w celowniku, zamierzałem przerwać strzelanie z fotokarabinu i zmienić kierunek, aby się z nim nie zderzyć. Nagle mój samolot z numerem bocznym „6” na kadłubie zatrząsł się gwałtownie. Usłyszałem niesamowity trzask. Spojrzałem w lewo i zobaczyłem, że trzy czwarte skrzydła zostało ucięte jak nożycami, a metalowe części samolotu rwały się na kawałki. Leciałem korkociągiem w dół. Postanowiłem skakać, szybko odpiąłem pasy siedzeniowe i próbowałem unieść się do góry, aby opuścić kabinę. Nie była to prosta sprawa, bo ogromna siła dośrodkowa wgniatała mnie w siedzenie. Błysnęła mi myśl, której uczepiłem się jak tonący brzytwy – pociągnąć w kabinie uchwyt linki wyzwalającej spadochron. Nie było czasu do stracenia, znajdowałem się na wysokości zaledwie 300 metrów. Pochyliłem się do przodu tak daleko, jak tylko mogłem i pociągnąłem za uchwyt. Zostałem gwałtownie szarpnięty i rzucony w bok. Nastąpiła przerażająca cisza. Nade mną wisiała biała czasza spadochronu, byłem uratowany. Za chwilę uderzyłem o ziemię i przewróciłem się.

Przy lądowaniu kpr. Majchrzyk doznał kontuzji lewej stopy, a kpt. pil. Wczelik opadł bezpiecznie na spadochronie.
We wrześniu 1938 dywizjon uczestniczył w manewrach z wojskami lądowymi na Wołyniu. W trakcie jednego z lotów lotnicy 121 eskadry rozproszyli oddział kawalerii.
Tak wspominał swoisty żart ówczesny kpr. pil. Piotr Zaniewski:

Nic nie było wspomniane o pikowaniu naszej eskadry na kolumnę kawalerii. Konie podniosły ogony i rozproszyły się po polach. To były wesołe czasy...

W końcu września wszystkie trzy eskadry dywizjonu zostały przerzucone na lotnisko w Aleksandrowicach, gdzie stacjonowały już inne polskie eskadry myśliwskie. Przegrupowanie miało związek z prowadzoną przez Polskę akcją „Zaolzie”. Samoloty weszły w skład Samodzielnej Grupy Operacyjnej „Śląsk”. Pilot 122 eskadry myśliwskiej Antoni Tomiczek tak wspomina:

Pierwsze loty patrolowe nad Śląsk Cieszyński wykonywaliśmy z lotniska polowego w podkrakowskich Balicach. Później stacjonowaliśmy na lotnisku szkoły pilotów w Aleksandrowicach koło Bielska. Nie wolno nam było przekraczać granicy, jednak podczas odpraw nasi dowódcy obiecali, że ten, kto pierwszy zestrzeli czeski samolot, otrzyma Virtuti Militari i trzy dni urlopu... (...) Pierwsi przekroczenie granicy zdecydowali się jednak lotnicy spod znaku lwa. Pewnego razu nad Aleksandrowicami przemknął kosiakiem czeski, dwupłatowy myśliwiec typu Avia. Nim nasz klucz alarmowy zdążył wystartować, Czech zawrócił i poleciał do swoich.

Również polscy piloci naruszali granicę południowego sąsiada. Kiedy na mocy porozumień politycznych wojska czeskie zaczęły opuszczać Zaolzie, krakowskie samoloty rozpędzały czasami kolumny piechurów, przelatując nad nimi lotem koszącym. 2 października eskadry polskie uczestniczyły w pokazie siły, latając nad Zaolziem pomiędzy Boguminem a Jabłonkowem.
30 kwietnia 1939 odbyły się w Warszawie pokazy, w których uczestniczyły wszystkie polskie eskadry myśliwskie. W defiladzie powietrznej wzięło udział przeszło 140 PZL P.7a i PZL P.11. Demonstracja miała być pokazem siły w związku z wzrastającym napięciem politycznym pomiędzy Polską a III Rzeszą, która wysunęła szereg żądań wobec Polski. 
Wiosną samoloty Luftwaffe zaczęły coraz częściej naruszać polską strefę powietrzną. Były to zazwyczaj loty samolotów rozpoznawczych Dornier Do 17. By temu przeciwdziałać, na początku lipca 1939 pułki lotnicze wystawiły zasadzki myśliwskie.
III/2 dywizjon myśliwski wystawił dwie zasadzki. Na każdą z nich przesunięto cztery myśliwce i sześciu pilotów oraz niezbędny personel techniczny. Na zasadzkę pod Wieluniem skierowano personel ze 121 eskadry myśliwskiej, a pod Częstochowę lotników ze 123 eskadry. Przez trzy tygodnie działań, udało się tylko raz przechwycić niemiecki samolot zwiadowczy i to tylko dlatego, gdyż Dornierowi w czasie lotu uszkodził się silnik.
Z uwagi na brak efektywności pod koniec lipca wszystkie zasadzki zostały zlikwidowane. 20 sierpnia ponownie powołano zasadzkę. Do Aleksandrowic odleciały cztery PZL P.11c pod dowództwem ppor. pil. Wacława Króla. Zadaniem  pilotów było przechwytywanie i zwalczanie niemieckich samolotów wykonujących loty rozpoznawcze nad polską częścią Śląska oraz Krakowem. Z powodu małej prędkości polskich samolotów nie udawało się ani razu przechwycić maszyn niemieckich.

## Mobilizacja dywizjonu
W nocy 23/24 sierpnia 1939 około 4.30 do wszystkich polskich dywizjonów myśliwskich dotarł rozkaz o mobilizacji lotnictwa. Mobilizację sierpniową dywizjon przeprowadził na macierzystym lotnisku.
Telefonicznie i przez gońców ściągnięto pilotów na lotnisko Rakowice. Personel naziemny tankował i uzbrajał samoloty. Z magazynów pobierano i uzupełniano wyposażenie potrzebne do działań, wydawano pilotom broń osobistą – Pistolet Vis wz. 35.
Mobilizacja nie objęła zasadzki myśliwskiej w Aleksandrowicach dowodzonej przez ppor. pil. Wacława Króla (4 PZL P.11c oraz 8 pilotów). Zasadzka była podporządkowana bezpośrednio dowódcy 2 pułku lotniczego, a dopiero 31 sierpnia jej piloci wrócili pod komendę dowódcy eskadry.
W nocy z 26 na 27 sierpnia rzut kołowy odjechał na lotnisko polowe. Personel latający wraz z samolotami pozostawał na krakowskim lotnisku.
O świcie 31 sierpnia 16 P.11 i 1 RWD-8 dywizjonu odleciało na lotnisko alarmowe Balice. W ciągu dnia trwało nawiązywanie łączności ze sztabem Lotnictwa Armii „Kraków”.

Samo lotnisko tak opisuje kpr. pil. Piotr Zaniewski:

Lotnisko polowe było w Balicach, to był majątek Radziwiłłów. Budynki były obszerne, tak że nie było kłopotu z zakwaterowaniem personelu. Oficerowie mieli kwatery w dworku, a piloci podoficerowie w jednym z budynków w folwarku. Muszę zaznaczyć, że nie było klucza alarmowego. Łączność telefoniczna była przez telefon z poczty w pobliskiej wiosce. Ja nie wiem, czy dwór miał telefon, czy nie. Dywizjon miał również radiostację, która została przydzielona do dowództwa kilka dni przed alarmem.

## Działania dywizjonu w kampanii wrześniowej
W kampanii wrześniowej III/2 dywizjon myśliwski w składzie: 121 eskadra myśliwska i 122 eskadra myśliwska walczył w ramach Armii „Kraków”. Jego 123 eskadra myśliwska, zgodnie z planem użycia lotnictwa, weszła w skład IV dywizjonu myśliwskiego 1 pułku lotniczego. W składzie tego dywizjonu operowała w ramach Brygady Pościgowej.

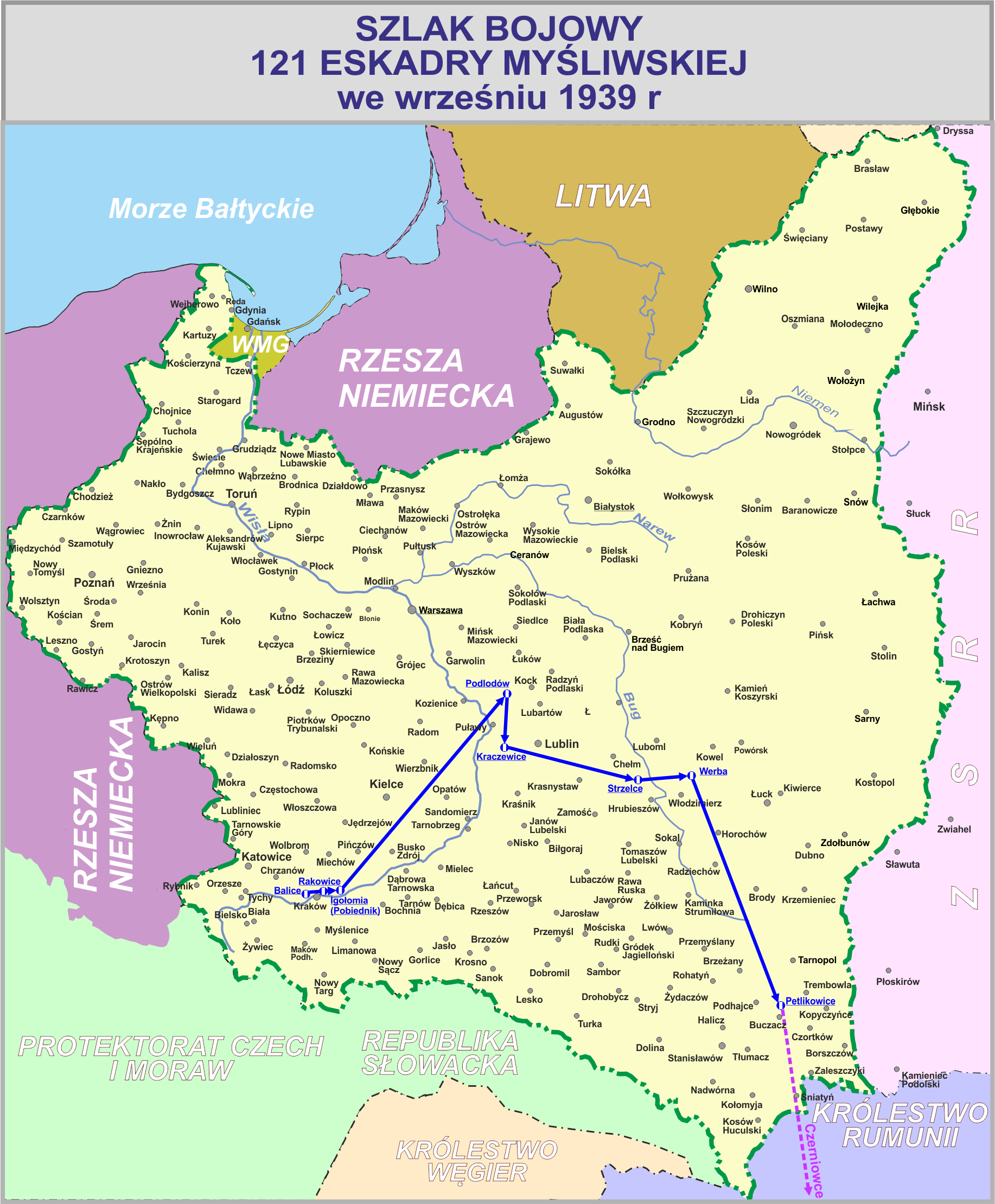
Działania 121 eskadry
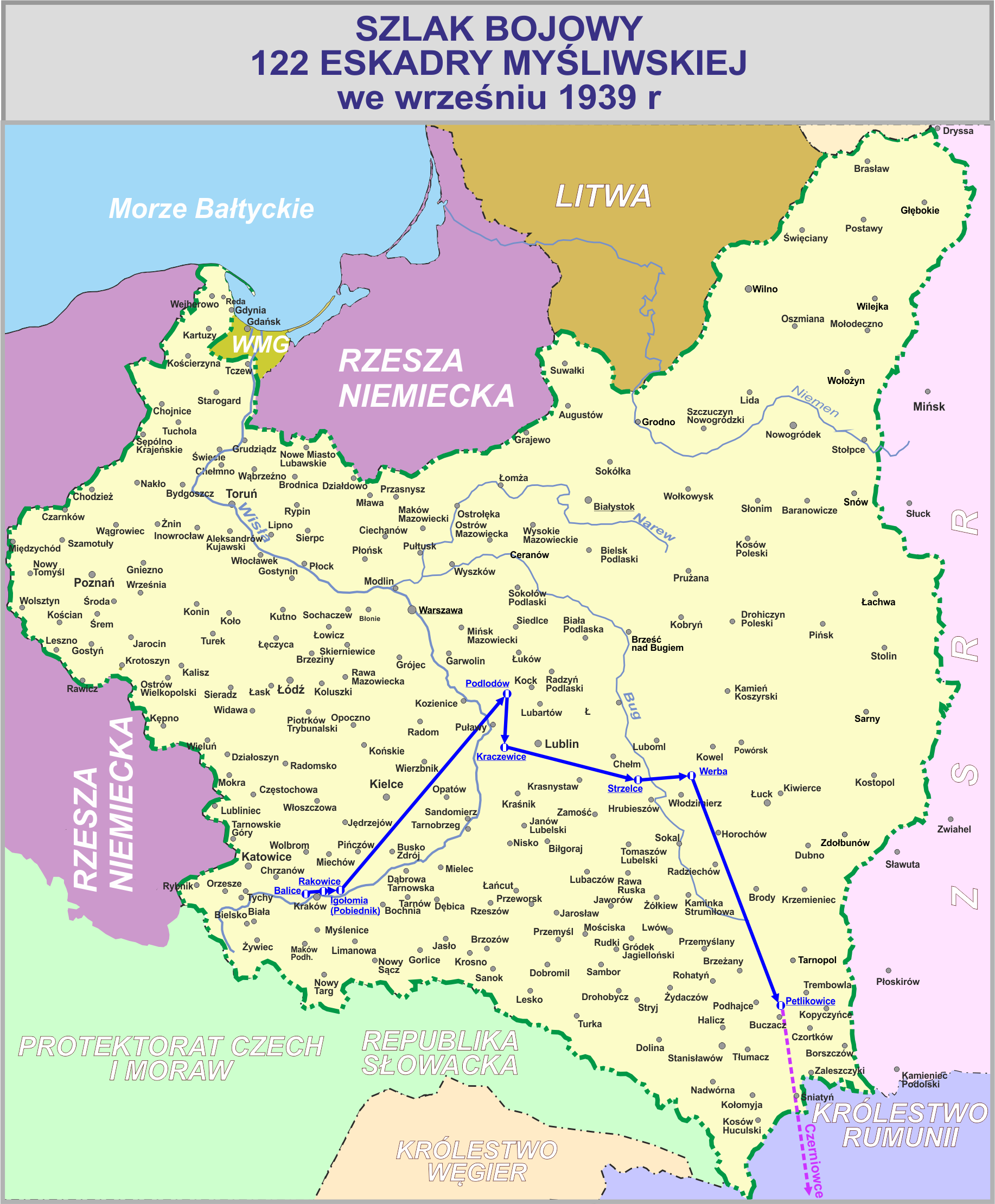
Działania 122 eskadry
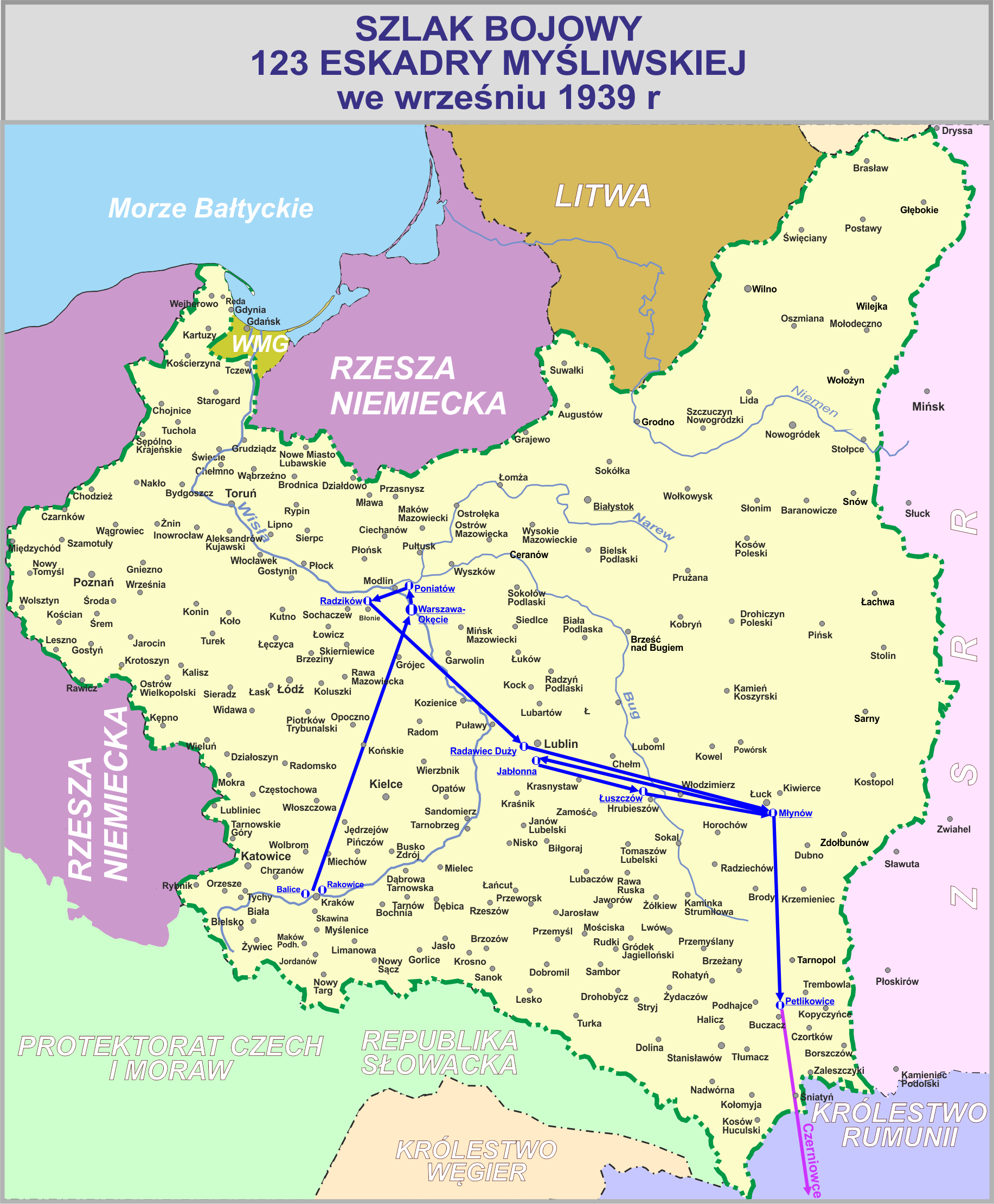
Działania 123 eskadry

## Żołnierze dywizjonu
Dowódcy dywizjonu
- mjr pil. Witold Prosiński (1928 – X 1931)
- mjr pil. Tadeusz Piotrowicz (X 1931 – XI 1937)
- kpt. / mjr pil. Kazimierz Niedźwiedzki (XI 1937 – 1938)
- kpt. pil. Mieczysław Medwecki (XI 1938 – 1 IX 1939)
- kpt. pil. Walerian Jasionowski (od 2 IX 1939)

Obsada personalna we wrześniu 1939
- dowódca eskadry – kpt. pil. Mieczysław Medwecki (poległ 1 IX)
- oficer operacyjno-taktyczny – kpt. pil. Walerian Jasionowski, a od 2 IX ppor. pil. Edward Pilch[44]
- oficer techniczny – ppor. Florian Martini
- oficer łącznikowy – ppor. pil. Stanisław Wielgus
- lekarz dywizjonu – por. lek. Witold Pełczyński
- dowódca 121 eskadry myśliwskiej – kpt. pil. Tadeusz Sędzielowski
- dowódca 122 eskadry myśliwskiej – kpt. pil. Mieczysław Wiórkiewicz
- dowódca 123 eskadry myśliwskiej – kpt. pil. Mieczysław Olszewski

## Samoloty dywizjonu
Na dzień 1 września dywizjon posiadał: 20 samolotów myśliwskich PZL P.11c, 10 samolotów myśliwskich PZL P.7a i 1 samolot łącznikowy RWD-8